# Nitrariaceae
Nitrariaceae Lindl., 1830 è una famiglia di piante angiosperme dell'ordine Sapindales.

## Tassonomia
La famiglia comprende i seguenti generi:
- Malacocarpus Fisch. & C.A.Mey.
- Nitraria L.
- Peganum L.
- Tetradiclis Steven ex M.Bieb.